# Nicola Spirig
Nicola Spirig (ur. 7 lutego 1982 w Bülach) – szwajcarska triathlonistka, mistrzyni olimpijska z Londynu, wicemistrzyni świata z 2010 roku. Z powodzeniem występuje także w zawodach lekkoatletycznych.

## Thriathlon
W 1999 zdobyła mistrzostwo Europy juniorów, następnie w 2001 mistrzostwo świata juniorów. Uczestniczyła w Igrzyskach Olimpijskich w Atenach (2004) i Pekinie (2008). Jest dwukrotną mistrzynią Europy z 2009 i 2010 roku oraz wicemistrzynią świata z 2010 roku. W 2012 roku podczas Igrzysk Olimpijskich w Londynie zdobyła złoty medal pokonując o centymetry na mecie Szwedkę Lisę Norden.

## Lekkoatletyka
Dwukrotna wicemistrzyni Europy juniorek w biegach przełajowych (1999 & 2000). Złota medalistka mistrzostw Szwajcarii na różnych dystansach.